# 大度山之戀
大度山之戀，是中華民國台中市東海大學的電子佈告欄，活躍於1995年至2000年間。在無名小站和台大批踢踢實業坊亦於竄起，大度山之戀與台灣大學不良牛牧場、淡江大學蛋捲廣場、輔仁大學美少女夢工廠、中山大學美麗島等為高使用率電子佈告欄。
由於學校架站之初並未有效管理帳號及站務之處理，造成使用者日漸參雜引發爭議，校方不得不採取登入總量管制及使用者帳號管理。並將校內行政、系所部分另外成立一個新站，正式切割大度山之戀與學校內版之間的關係。
之後由於處置不周，造成使用者快速流失，加上前面所提及的原因以及站務管理者未改選、學校自己本身內部管理問題、政策等，大度山之戀於2013年7月關站。

## 組織架構
- 指導老師：（由東海大學電子計算機中心指派）
- 系統顧問：協助系統站務。
- 系統站長：管理主機、維護系統。
- 站務站長：學生擔任，總管本站站務。
- 版務站長：學生擔任，總管本站版務。

## 紀事
2000年6月，大度山之戀BBS因系統異常時常斷線，懷疑是駭客攻擊。

2003年8月，Firebird BBS開放推文系統。

2013年7月，關站。

## 外部連結
- 大度山之戀 （页面存档备份，存于）（繁體中文）